# Косвенная дискриминация
Косвенная, или непрямая дискриминация (в отличие от прямой дискриминации, характеризующейся наличием намерения дискриминировать определённую группу людей) наблюдается в случае, когда внешне кажущиеся нейтральными положения, критерии или практики де-факто ставят представителей определённой группы людей в неблагоприятное положение по сравнению с другими в сходной ситуации. Косвенная дискриминация имеет более широкое распространение в обществе, чем прямая, однако её наличие труднее обосновать. Категория косвенной дискриминации прочно закреплена в праве Европейского союза.

## Определение Европейского союза
Чёткое законодательное определение непрямой дискриминации неоднократно появляется в различных директивах Европейского союза. В частности, абзац 1b статьи 2 директивы 2006/54/EG (в данном случае касательно дискриминации по признаку пола) определяет косвенную дискриминацию следующим образом:

В смысле данной директивы выражение «непрямая дискриминация» означает ситуацию, при которой лица определённого пола могут в соответствии с внешне нейтральными правилами, критериями или процедурами попасть в наиболее невыгодное положение по сравнению с лицами другого пола, за исключением случаев, когда рассматриваемые правила, критерии или процедуры могут быть объективно обоснованы наличием правовой цели, а средства для достижения этой цели являются необходимыми и соразмерными.
Оригинальный текст (нем.)Im Sinne dieser Richtlinie bezeichnet der Ausdruck „mittelbare Diskriminierung“ eine Situation, in der dem Anschein nach neutrale Vorschriften, Kriterien oder Verfahren Personen des einen Geschlechts in besonderer Weise gegenüber Personen des anderen Geschlechts benachteiligen können, es sei denn, die betreffenden Vorschriften, Kriterien oder Verfahren sind durch ein rechtmäßiges Ziel sachlich gerechtfertigt und die Mittel sind zur Erreichung dieses Ziels angemessen und erforderlich.

Аналогичные определения косвенной дискриминации даются и в более ранних директивах, например, в директиве 2000/43/EG (касательно дискриминации по признаку расы и происхождения). Так, абзац 2b статьи 2 этой директивы гласит:

Непрямая дискриминация имеет место, если внешне нейтральные правила, критерии или процедуры могут быть особенно невыгодными для лиц, принадлежащих к определённой расе или этнической группе, за исключением случаев, когда рассматриваемые правила, критерии или процедуры могут быть объективно обоснованы наличием правовой цели, а средства для достижения этой цели являются необходимыми и соразмерными.
Оригинальный текст (нем.)...eine mittelbare Diskriminierung [liegt] vor, wenn dem Anschein nach neutrale Vorschriften, Kriterien oder Verfahren Personen, die einer Rasse oder ethnischen Gruppe angehören, in besonderer Weise benachteiligen können, es sei denn, die betreffenden Vorschriften, Kriterien oder Verfahren sind durch ein rechtmäßiges Ziel sachlich gerechtfertigt, und die Mittel sind zur Erreichung dieses Ziels angemessen und erforderlich.

## Примеры
К косвенной дискриминации относятся ситуации, при которых возможности лица из-за его принадлежности к определённой группе хотя и не ограничиваются прямо (это было бы прямой дискриминацией), однако не являются равноценными по сравнению с другими лицами в схожей ситуации. Например, обязательное требование ношения униформы с короткой юбкой у официанток может ограничивать доступ к работе у женщин, не приемлющих ношение такой одежды, например, по религиозным или возрастным причинам. За косвенную дискриминацию нельзя принимать требования и ограничения, которые объективно могут быть обоснованы правовой целью, а средства, выбранные для достижения этой цели, являются умеренными и оправданными.
Характерные примеры косвенной дискриминации в смысле права ЕС усматриваются в решениях Европейского суда. Кроме пола и происхождения, для определения наличия косвенной дискриминации могут быть учтены и другие признаки. Так, среди вынесенных решений можно, например, выделить следующие:
| Признак                | Дело         |           | Суть дела и принятое решение |
| ---------------------- | ------------ | --------- | --- |
| Происхождение          | Rs. C-83/14  | зелёная ✓ | Размещение счётчиков электроэнергии на 7-метровой высоте в цыганских районах при обычном стандарте в 1,7 метров является косвенной дискриминацией по признаку происхождения, так как такое ограничение непропорционально затрагивает представителей цыган, а названные причины (обеспечение безопасности) не оправдывают данный метод.                         |
| Происхождение          | Rs. C-668/15 | ❌        | Разные требования банка при выдаче кредитов для клиентов, рождённых в ЕС и за его пределами, не являются косвенной дискриминацией, так как не связаны с национальностью или расой клиентов и могут быть объективно оправданы. |
| Инвалидность           | Rs. C-270/16 | ❌        | Увольнение инвалида по причине длительных и продолжительных невыходов на работу по причине болезни хотя и может быть оценено как косвенная дискриминация инвалидов, однако может быть оправдано интересами работодателя. |
| Инвалидность           | Rs. C-335/11 | зелёная ✓ | Правило, по которому работник по причине 120 дней невыхода на работу в году по причине болезни может быть уволен с предоставлением лишь укороченного срока уведомления в один месяц является косвенной дискриминацией инвалидов, так как в непропорциональной мере может затрагивать людей с инвалидностью и не является оправданной мерой.                    |
| Сексуальная ориентация | Rs. C-267/12 | зелёная ✓ | Непредоставление заключившей гражданское партнёрство гомосексуальной паре положенного по случаю заключению брака отпуска в стране, в которой однополые браки не легализованы, является необоснованной косвенной дискриминацией по признаку сексуальной ориентации, даже если такие отпуски не предоставляются заключившим партнёрство гетеросексуальным парам. |
| Пол                    | Rs. C-409/16 | зелёная ✓ | Общие гендерно-нейтральные требования к росту (170 см) для полицейских при принятии на службу являются необоснованной косвенной дискриминацией женщин, так как в непропорционально большой мере затрагивают именно их. |
| Пол                    | Rs. C-98/15  | зелёная ✓ | Расчёт пособия по безработице по количеству фактических рабочих дней в неделю до увольнения (а не по длительности общего периода работы) является необоснованной косвенной дискриминацией женщин, так как женщины в непропорционально большей мере работают неполную рабочую неделю, чем мужчины.                                                              |
| Религия                | Rs. C-188/15 | ❌        | Запрет на ношение платка на рабочем месте хотя и может являться ограничением, особенно затрагивающим некоторые группы людей, однако это ограничение может быть оправдано требованием соблюдения нейтральности, установленным работодателем. |